# 林律雄
林律雄（1950年3月1日—），日本資深男性漫畫原作者。出身於栃木縣。駒澤大學畢業。代表作是在小學館長期連載的《小職員週記》（漫畫：高井研一郎）。
2017年，《小職員週記》獲得第20屆日本新媒體動漫藝術節漫畫部門優秀獎。

## 作品概覽
※部分作品日文直譯。
- 小職員週記（作畫：高井研一郎，1986年－2016年，《Big Comic》，小學館）尖端出版
- 小池先生（作畫：高井研一郎）
- 上海樂園（作畫：高井研一郎，小學館）－短篇集。
- （作畫：松田一輝（日语：松田一輝 (漫画家)），《Manga Kun（日语：少年ビッグコミック）》，小學館）
- ？（作畫：篠原薰（日语：篠原とおる），1996年－1999年，《Big Comic Original增刊（日语：ビッグコミックオリジナル増刊）》，小學館）
- 合氣道橋本道場（作畫：引野真二（日语：ひきの真二））
- 破案英雄（日语：おやこ刑事）（作畫：大島矢須一，1977年－1981年，《週刊少年Sunday》，小學館）
- 偵探物語卡布（作畫：川口開治，《Comic Ban-ban》，德間書店）
- 我是殭屍（作畫：左近士諒，《Young LEED》，LEED社）
- 俺的劍道（作畫：左近士諒，《LEED Comic（日语：リイドコミック）》，LEED社）
- 幕末血風錄（作畫：土山茂（日语：土山しげる））
- 愚連隊（作畫：土山茂，《LEED Comic》，LEED社）
- 巨根三四郎（作畫：能田茂）
- SAKAKI（《Super Jump》，集英社）
- 飛行的危險（作畫：松森正，《Big Comic Original增刊》，小學館）
- （作畫：峰岸徹（日语：峰岸とおる），《週刊少年Magazine》，講談社）
- （作畫：小島一將（日语：大和正樹））－1981年至1982年在《少年Sunday增刊（日语：週刊少年サンデーの増刊）》（小學館）連載，後來由雙葉社在2016年發行單行本。
- （作畫：川口敬，《少年Big Comic（日语：少年ビッグコミック）》，小學館）
- 平和街（作畫：笠太郎，《近代麻雀Original（日语：近代麻雀）》，竹書房）

## 著書
- 成為漫畫原作者之路（株式會社Spike，1997年6月 ISBN 4-89621-255-X）
- 戰國風雲傳（歴史群像新書，學研）
  - 第1卷－選者（2002年4月）
  - 第2卷－甲越相和（2002年8月）
  - 第3卷－燃燒本能寺（2003年10月）
  - 第4卷－決戰！關原（2003年4月）

## 外部連結
- （日語）